# Giulia Goerigk
Giulia Goerigk (* 9. September 2002 in Bühlertal) ist eine deutsche Schwimmsportlerin.

## Laufbahn

### Juniorenbereich
Bereits in der D-Jugend des TV Bühl (ab 2013) errang sie ihre ersten regionalen Titel. 2017 wechselte sie zum SSC Karlsruhe. In diesem Jahr gewann sie beim Europäischen Olympischen Jugendfestival in Győr die Bronzemedaille und belegte im Juli 2019 bei den Junioreneuropameisterschaften in Kasan im Finale über 400 m Lagen den sechsten Platz. Mit Zoe Vogelmann wurde sie im August 2019 bei den Juniorenweltmeisterschaften in Budapest mit der 4-mal-200-Meter-Freistilstaffel Vierte und damit beste Europäer.

### Seniorenbereich
Giulia Goerigk wurde im August 2019 Deutsche Meisterin über 400 m Lagen. Bei dieser Veranstaltung gewann sie auch die Bronzemedaille über 200 m Lagen hinter Zoe Vogelmann vom SV Nikar Heidelberg. Ihren ersten Auftritt mit der deutschen Mannschaft hatte sie bei den Kurzbahneuropameisterschaften 2019 in Glasgow. Bei den im Mai 2021 durchgeführten Schwimmeuropameisterschaften 2020 in Budapest erreichte sie in den Zwischenläufen über 400 und 200 m Lagen siebte Plätze. Bei den Finals 2021 wurde sie über 400 m Lagen Dritte und über 200 m Lagen Vierte. Nach dem Sieg über 800 m Freistil bei den Deutschen Kurzbahnmeisterschaften in Wuppertal wurde sie für die Kurzbahneuropameisterschaften in Kasan nominiert, bei denen sie im 3. Vorlauf über 200 m Lagen Siebte und im 2. Vorlauf über 400 m Lagen Sechste wurde.
Im Sommer 2022 wechselte sie zur Texas A&M University, wo es neue Trainingsreize gibt.
Bei den Finals 2023 wurde sie über 400 m Lagen Zweite und gewann den Titel über 200 m Lagen.